# Germania (allégorie)
Pour les articles homonymes, voir Germania.

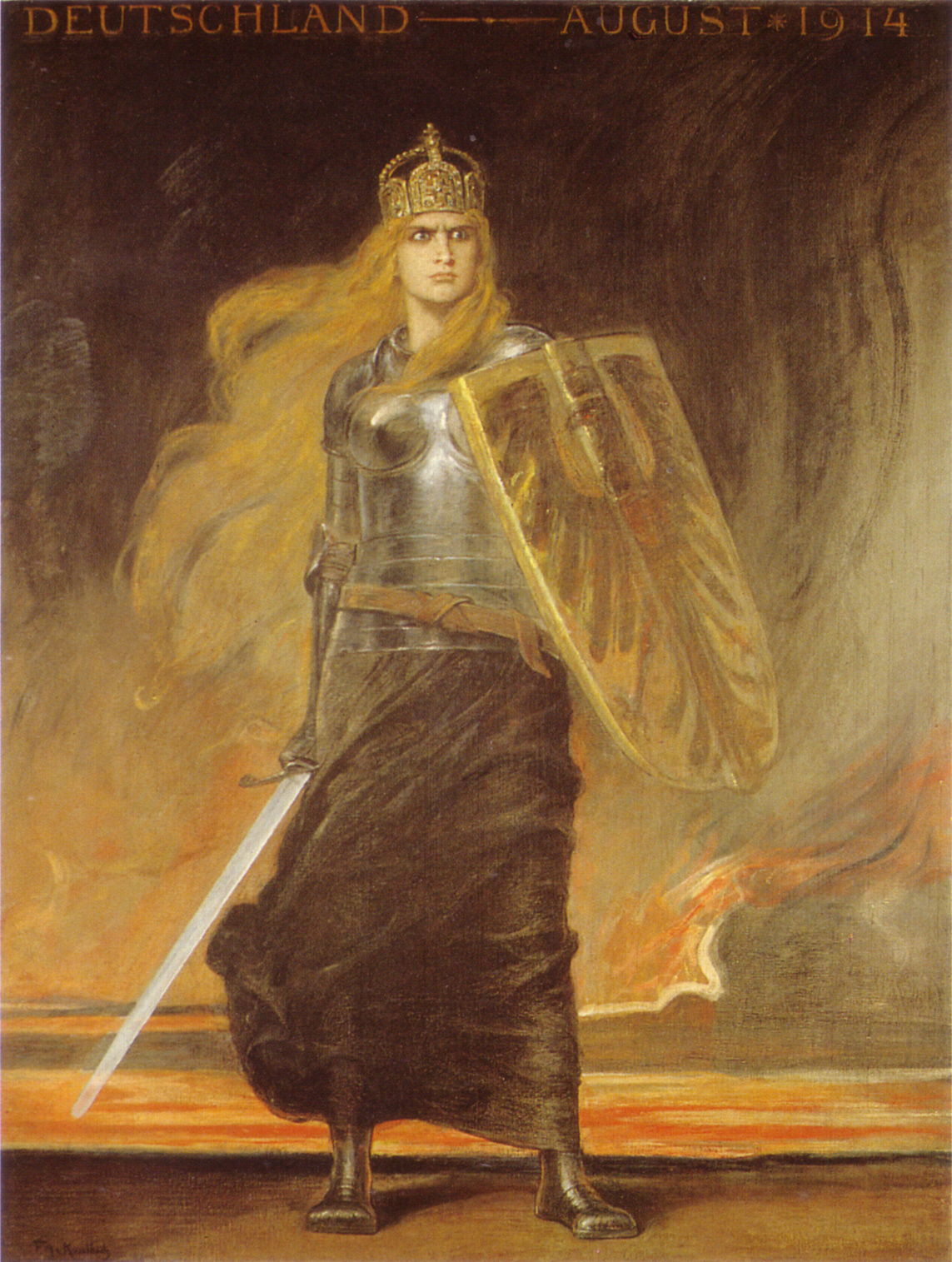
Germania (1914) par Friedrich August von Kaulbach.

Germania était considérée, en particulier au XIXe siècle, comme la personnification de la nation allemande, de la Germanie.
Dès l'Empire romain, la personnification de la Germanie était représentée sous les traits d'une femme, par exemple sur des pièces de Domitien, avec, pour légende : Germania capta, signifiant « la Germanie captive », allusion à la victoire sur les Chattes.
À l'époque médiévale aussi, on trouve, dans un évangéliaire d'Othon III, la personnification de l'Allemagne, Germania, en compagnie de Roma, Gallia et Sclavinia.
Dans la première moitié du XIXe siècle, les efforts pour réunir l'Allemagne morcelée en petits états s'accompagnèrent d'un développement du nationalisme. Celui-ci prit d'abord forme plastiquement, dans la poésie, puis se développa au travers des combats pour la conquête du Schleswig-Holstein, pour se manifester finalement, dans le domaine pictural et plastique, par des aspirations à l'unification dans les années 1850 et 1860 culminant dans les festivités des tireurs, chanteurs et gymnastes.
La première représentation populaire d'une Germania fut créée par le peintre de Düsseldorf Lorenz Clasen avec sa Germania en sentinelle sur le Rhin (Wacht am Rhein).
Cette allégorie gagna bien davantage de terrain au cours des années 1870 et 1871. Les innombrables monuments à la Victoire et aux Guerriers ont ensuite suscité de nouveaux styles de représentation, parmi lesquels le Monument de Niederwald, de Johannes Schilling, est devenu le plus populaire. Cette Germania est un mélange de valkyrie, vierge des batailles, et de mère allemande, matérialisant la patrie enveloppante.

## Représentation
Germania est toujours représentée sous les traits d'une femme plus ou moins guerrière. Elle a indubitablement les caractéristiques d'une valkyrie, personnifiant par là-même l'Allemagne et le nationalisme allemand. Elle porte souvent sur elle une partie des insignes impériaux, essentiellement le glaive et la couronne impériale (celle-ci protégeant celui-là, la plupart du temps, en étant placée au-dessus). Selon le caractère guerrier plus ou moins prononcé avec lequel Germania est représentée, elle est affublée d'une cuirasse, d'un casque ou d'un bouclier, mais souvent aussi d'une simple couronne de feuilles de chêne. Elle brandit souvent le drapeau noir, rouge et or, plus tard aussi le drapeau noir, blanc et rouge.
Elle fut incarnée en 2019 par l'actrice allemande Ruby Commey (de) dans le clip Deutschland du groupe de metal Rammstein.

## Caricature
Artistes et journalistes étrangers, notamment anglais, italiens et français, se sont saisis du personnage pour en présenter à leur public une version caricaturale  : une imposante matrone belliqueuse coiffée d'un casque ailé, puis d'un casque à pointe à partir de 1870. Cette caricature ressurgissait dans la presse à chaque épisode diplomatique tendu impliquant l'Allemagne.

## Philatélie

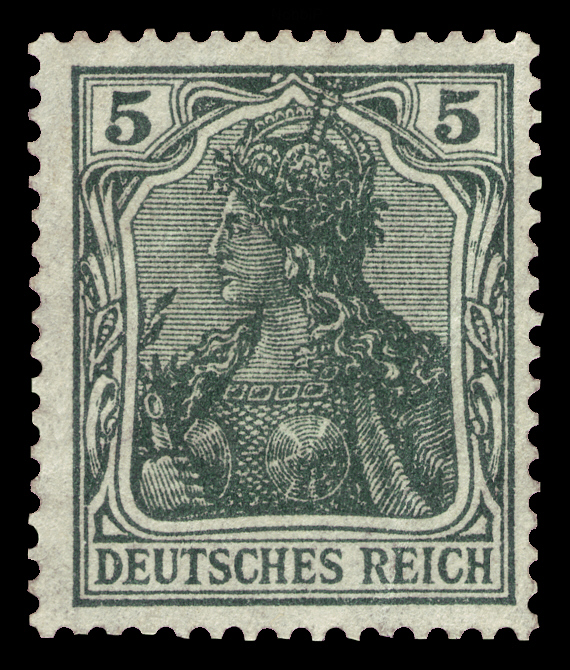
DR 1915 85 II Germania

En 1900, la Poste impériale allemande émet une série de timbres courants, dont certains représentent un buste de Germania, avec comme légende, la mention Reichspost, (poste du Reich); puis en 1902, une autre série, avec les mêmes représentations est émise avec la mention Deutsches Reich. Cette série a été utilisée de 1902 à 1922, et du fait de la Grande Guerre, a circulé, avec des surcharges, dans l'ensemble des territoires occupés par l'Allemagne pendant ce conflit.

| valeur faciale (en Pfennig) | 2    | 3      | 5    | 10    | 20   | 25                           | 30                            | 40                           | 50                              | 60     | 80                                |
| couleurs                    | gris | marron | vert | rouge | bleu | bordure jaune Germania Noire | bordure orange Germania Noire | bordure rouge Germania Noire | bordure violette Germania Noire | violet | bordure rose-rouge Germania Noire |

## Galerie

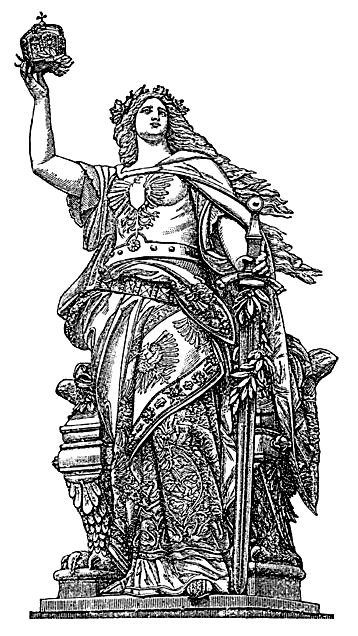
La Germania de Johannes Schilling (Le modèle pour Germania a été Clara, la plus jeune fille de Schilling)
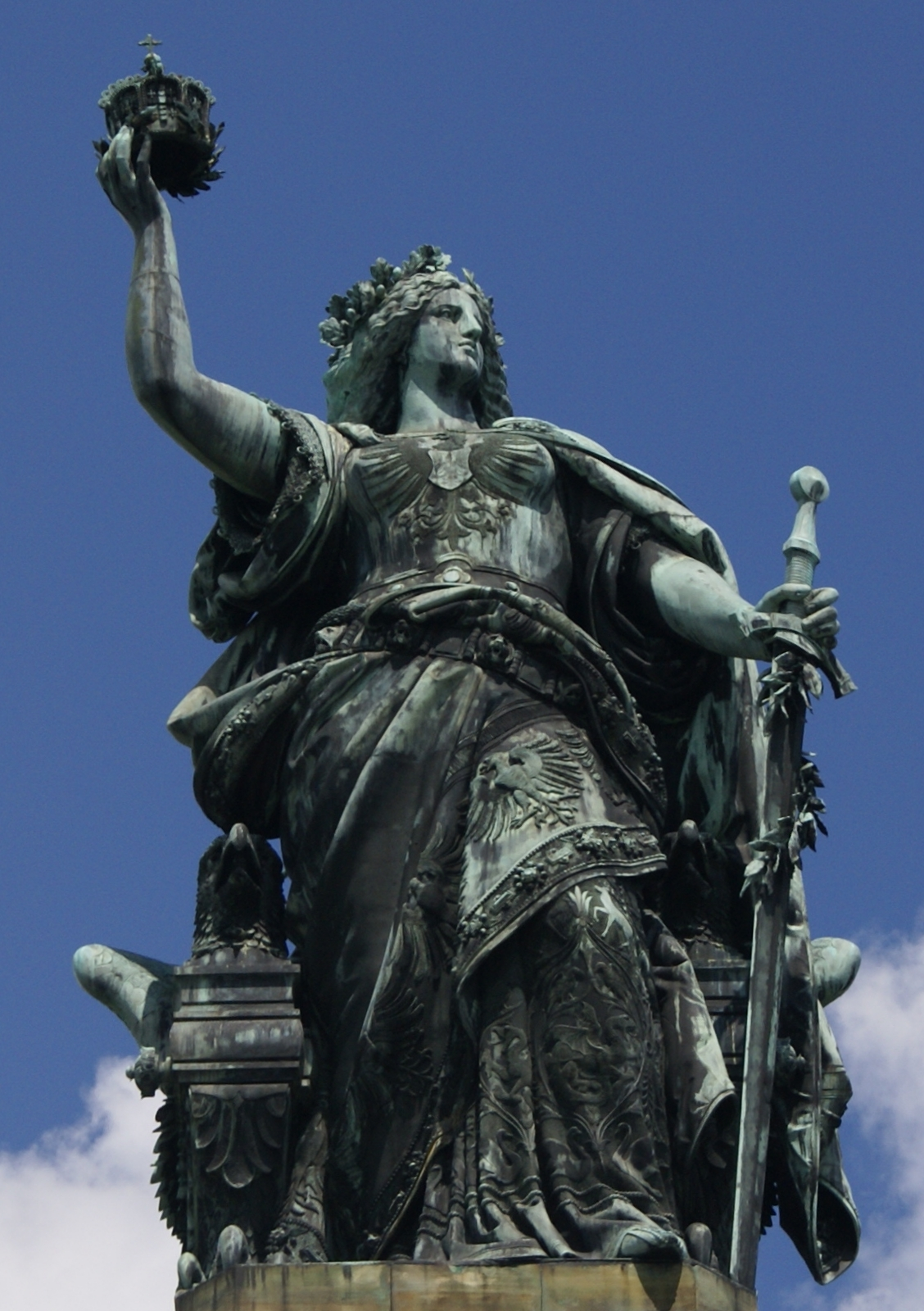
Le modèle pour Germania du  monument Niederwald était Clara, la fille cadette de Schilling.
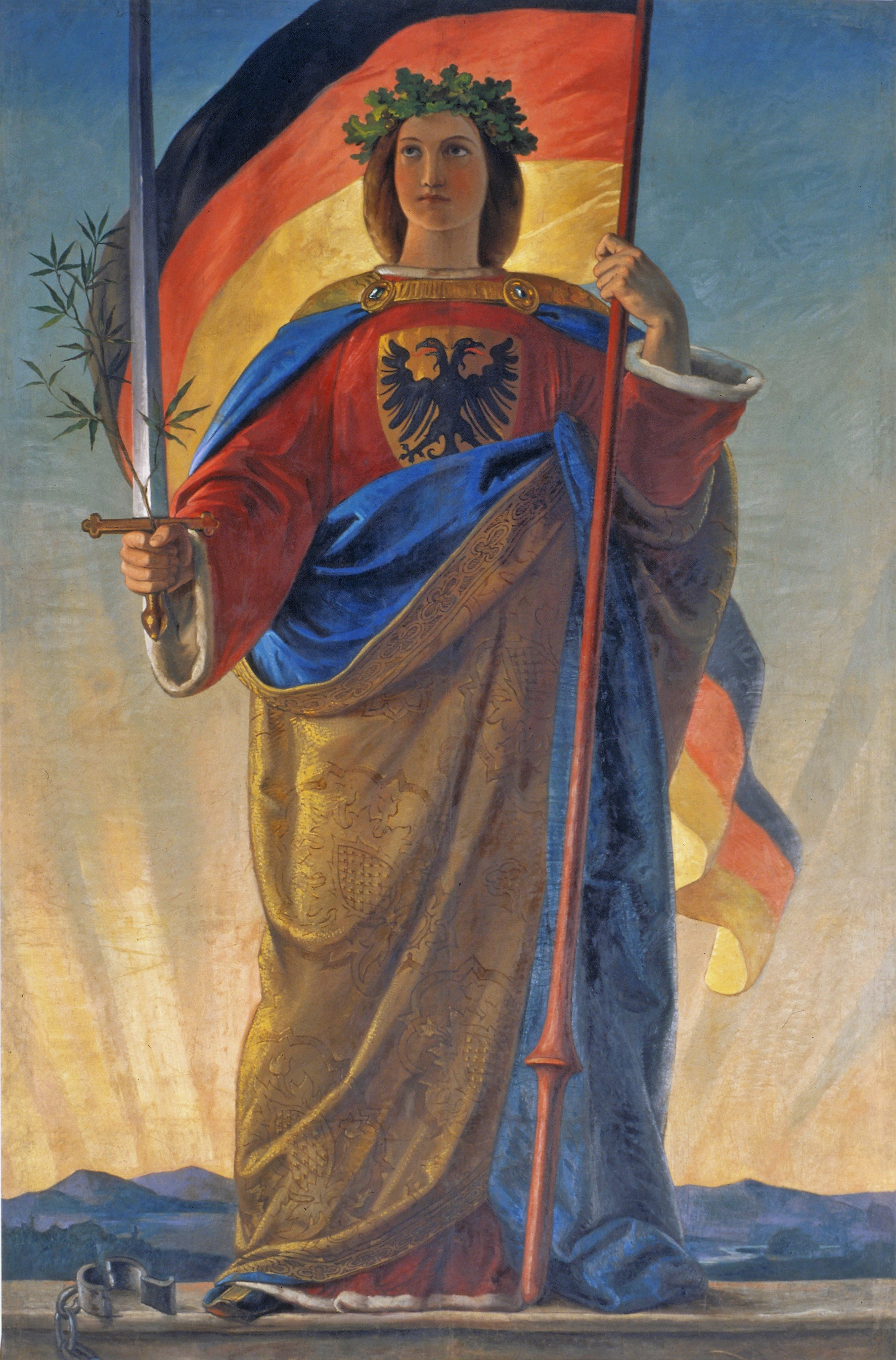
La Germania de 1848
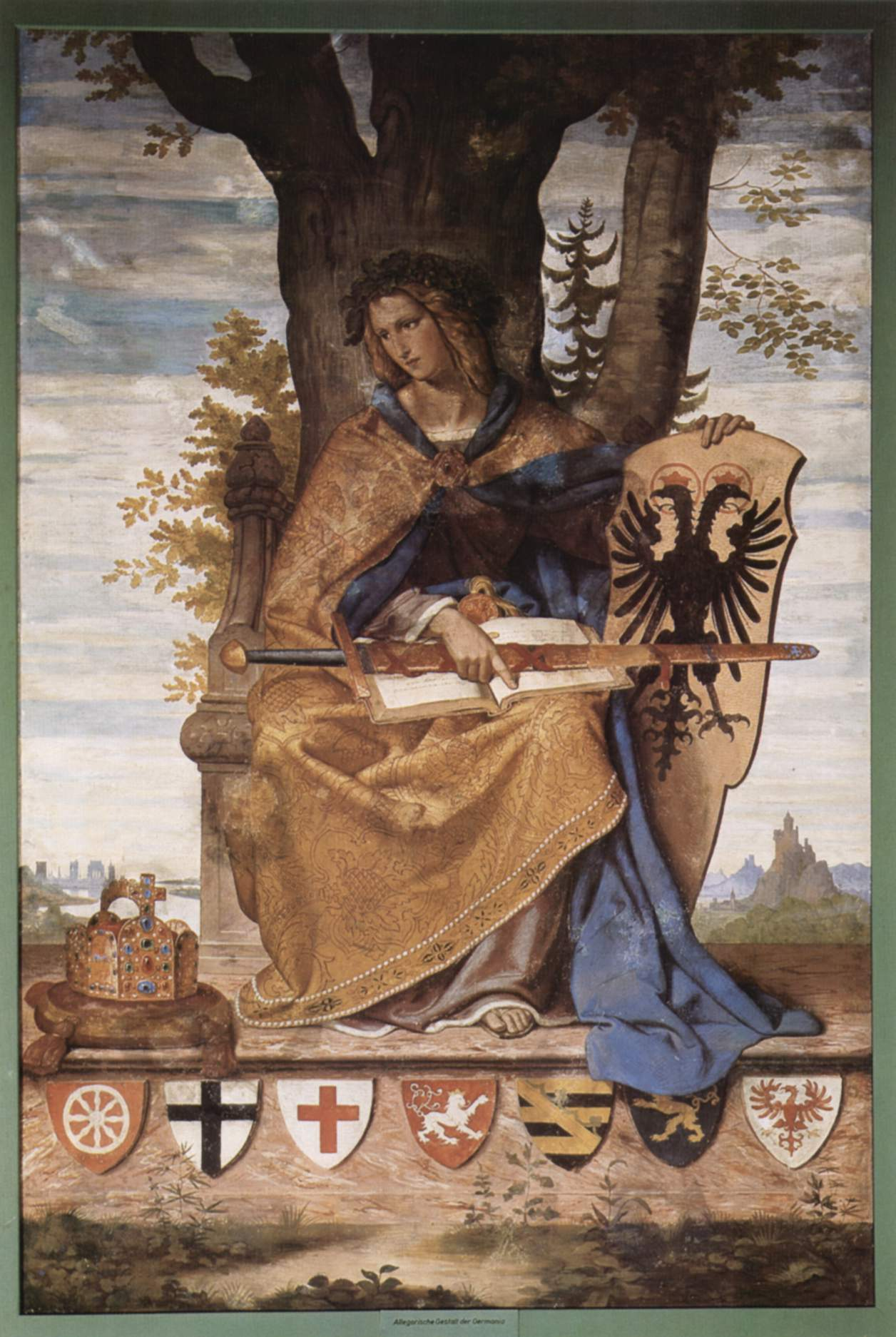
Peinture murale de Philipp Veit, 1834–1836, Städelsches Institut Francfort-sur-le-Main
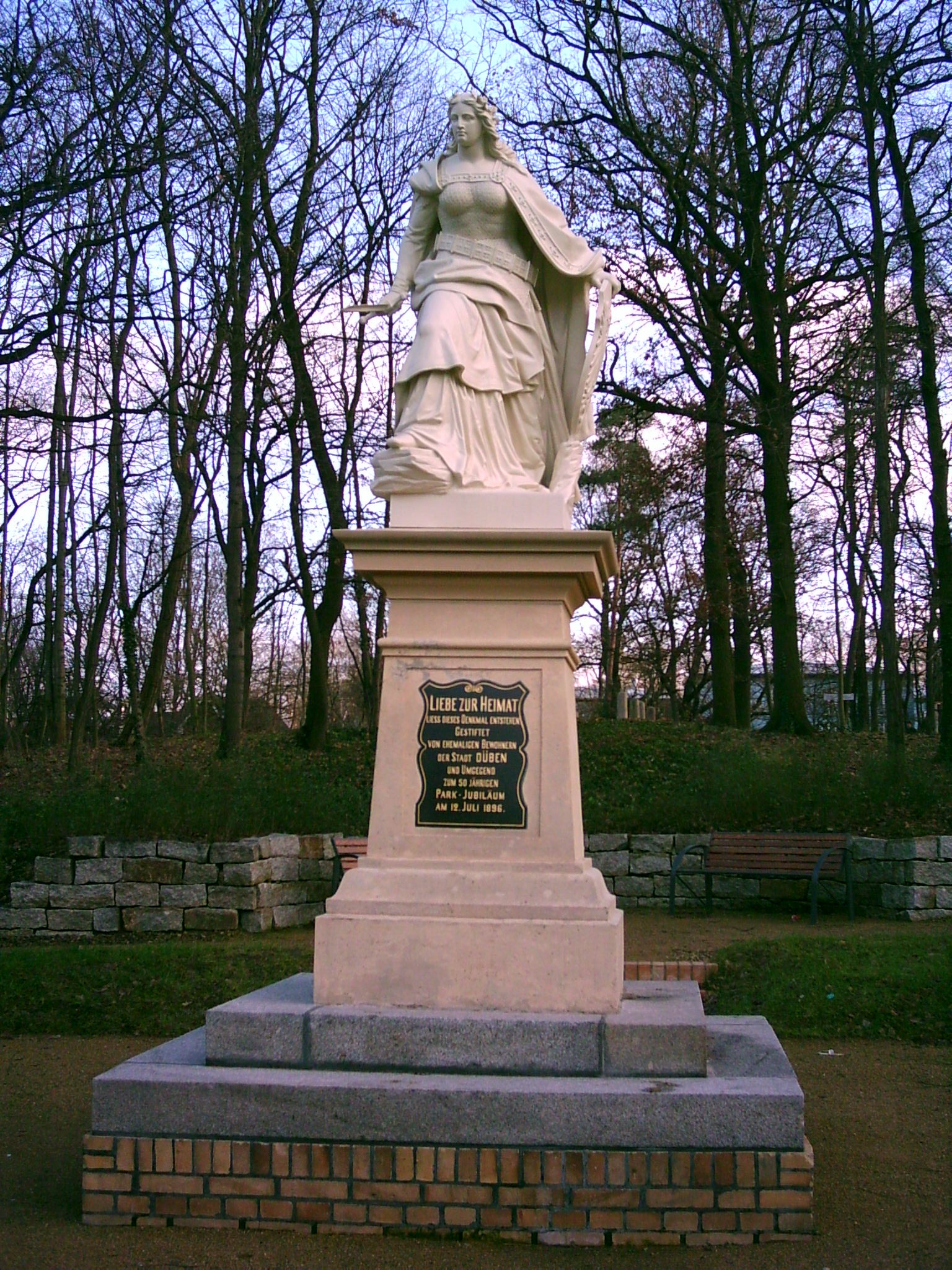
Le Monument à Germania du Parc thermal de Bad Düben
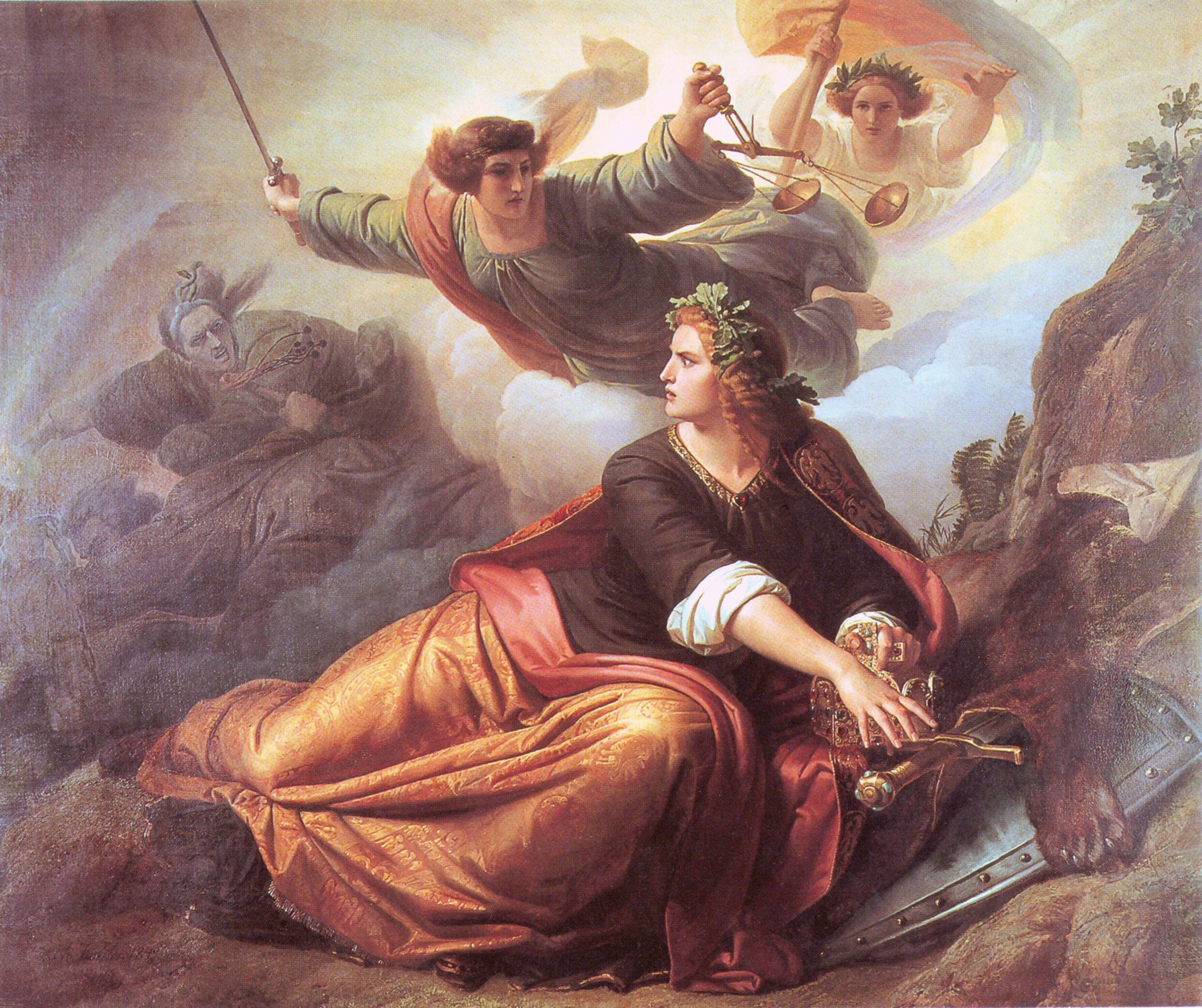
Germania s'éveille (1849) de Christian Köhler
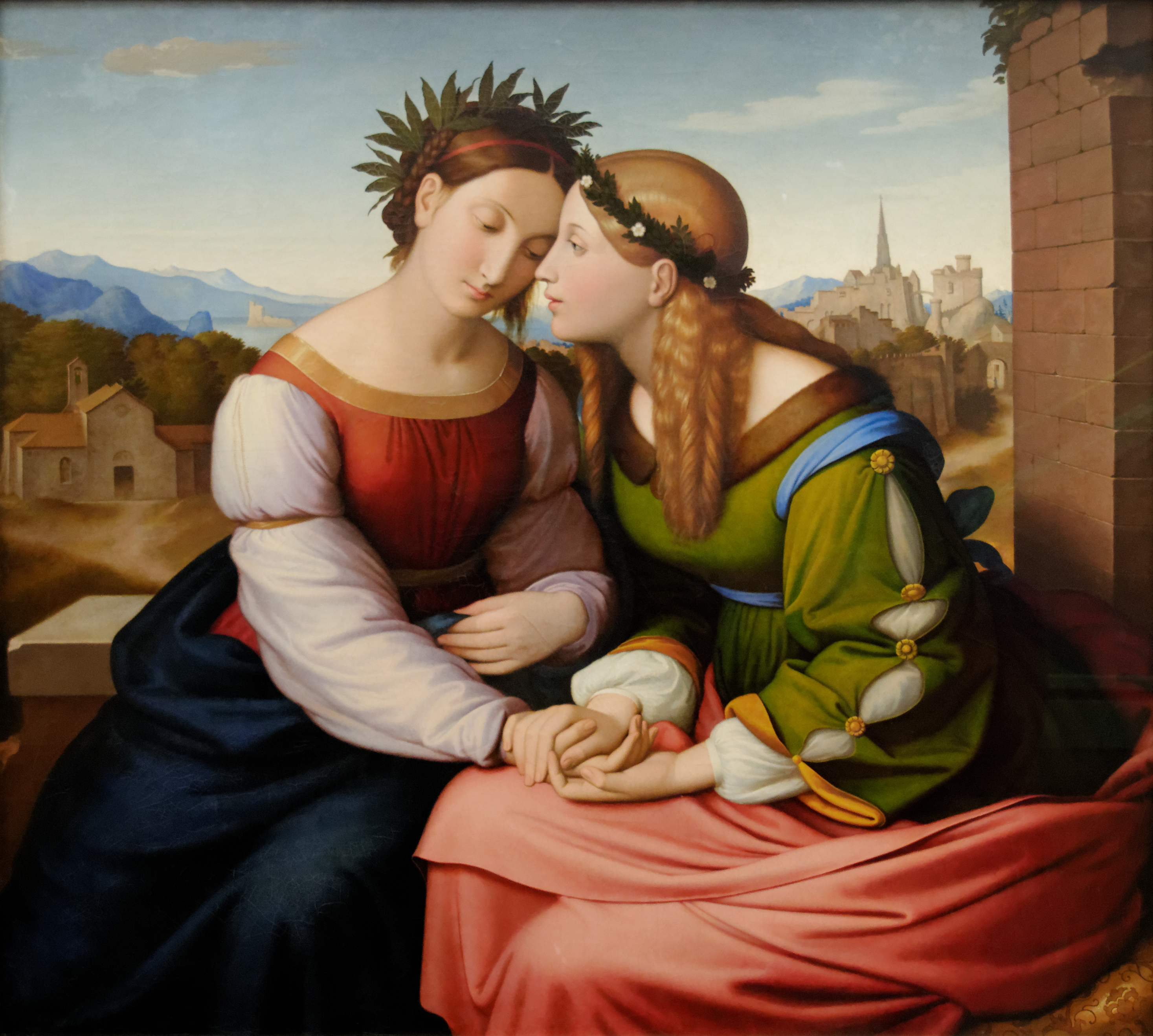
Italia et Germania de Johann Friedrich Overbeck (1828)